# Station Orgéo-Ardoisières
Station Orgéo-Ardoisières is een voormalig spoorwegstation aan spoorlijn 163A bij de leisteengroeven (ardoisières) van Orgéo, een deelgemeente van de Belgische gemeente Bertrix. Het station opende op 20 april 1919 en sloot voor reizigers op 01 februari 1959 en voor goederen op 26 maart 1969.
1,9: Orgéo-Gribomont ·
5,5: Orgéo-Ardoisières ·
9,4: Cugnon-Mortehan ·
12,5: Herbeumont ·
18,4: Sainte-Cécile ·
24,6: Muno